# Live in Sofia
| Recensione   | Giudizio |
| ------------ | -------- |
| Metalhead.it | [ 1 ]    |
| Metallus.it  | [ 2 ]    |

Live in Sofia è un album live pubblicato dalla band heavy metal tedesca U.D.O. nel 2012.
L'album, uscito anche in edizione DVD e blu ray, contiene il concerto registrato il 16 novembre 2011 al Hristo Botev Hall di Sofia, in Bulgaria.

## Tracce

### CD 1
1. Rev-Raptor
2. Dominator
3. Thunderball
4. Leatherhead
5. Independence Day
6. Screaming For A Love-Bite (Accept cover)
7. Heart of Gold
8. Vendetta
9. Princess Of The Dawn (Accept cover)
10. I Give As Good As I Get
11. Kokopelli (Guitar Solo)

### CD 2
1. Neon Nights (Accept cover)
2. Break The Rules
3. Man And Machine
4. Drum Solo
5. Living On A Frontline
6. Up To The Limit (Accept cover)
7. Two Faced Woman
8. Metal Heart (Accept cover)
9. The Bogeyman
10. I'm A Rebel (Accept cover)
11. Balls To The Wall (Accept cover)
12. Burning (Accept cover)

## DVD/BD
1. Rev-Raptor
2. Dominator
3. Thunderball
4. Leatherhead
5. Independence Day
6. Screaming For A Love-Bite (Accept cover)
7. Heart of Gold
8. Vendetta
9. Princess Of The Dawn (Accept cover)
10. I Give As Good As I Get
11. Kokopelli (Guitar Solo)
12. Neon Nights (Accept cover)
13. Break The Rules
14. Man And Machine
15. Drum Solo
16. Living On A Frontline
17. Up To The Limit (Accept cover)
18. Two Faced Woman
19. Metal Heart (Accept cover)
20. The Bogeyman
21. I'm A Rebel (Accept cover)
22. Balls To The Wall (Accept cover)
23. Burning (Accept cover)

### Bonus
1. Making of
2. Leatherhead (Videoclip)
3. I Give As Good As I Get (Videoclip)

## Formazione
- Udo Dirkschneider - voce
- Stefan Kaufmann - chitarra
- Igor Gianola - chitarra
- Fitty Wienhold - basso
- Francesco Jovinoi - batteria